# Langue nominative-absolutive
 (décembre 2012).
Si vous disposez d'ouvrages ou d'articles de référence ou si vous connaissez des sites web de qualité traitant du thème abordé ici, merci de compléter l'article en donnant les références utiles à sa vérifiabilité et en les liant à la section « Notes et références ».
Pour un article plus général, voir structure d'actance.
Une langue nominative-absolutive, ou langue à nominatif marqué, est une langue qui possède une structure d'actance inhabituelle, semblable à celle d'une langue accusative et souvent considérée comme un sous-type de celui-ci.
Dans une langue accusative normale possédant un système de cas grammaticaux (comme le latin), l’objet direct d’un verbe porte une marque d’accusatif, a
et son sujet ne porte pas nécessairement une marque de nominatif. Le nom au nominatif, qu’il soit morphologiquement marqué ou non, est également utilisé comme forme de citation du nom.
En revanche, dans une langue à nominatif marqué, seul le nominatif est morphologiquement marqué, et la forme « accusative », non marquée, est employée comme forme de citation. Puisque cela ressemble au cas absolutif, ce genre de système est souvent qualifié de nominatif-absolutif.

## Exemples
Les langues à nominatif marqué sont relativement rares. Elles ne sont bien attestées que dans deux régions du monde.
En Afrique du Nord-Est, on les rencontre dans plusieurs sous-branches des branches couchitique et omotique de la famille afro-asiatique, et dans les langues surmiques et nilotiques de la famille soudanique orientale.
Dans le sud-ouest des États-Unis et les parties adjacentes du Mexique, cette structure d'actance caractérise les langues de la famille yumane.
Certaines langues berbères, l’igbo et l’aymara figurent parmi les autres langues qui auraient, selon les interprétations de certains auteurs, un système à nominatif marqué.
Dans les langues yumanes et dans bon nombre de langues couchitiques, cependant, le nominatif n’est pas toujours marqué, pour des raisons inconnues. Il se peut qu'il ne s'agisse pas d'un système casuel strict mais que cela reflète les modèles de discours ou d’autres paramètres non sémantiques de ces langues. Cependant, en havasupai, une des langues yumanes, il y aurait un système casuel purement syntaxique, où le suffixe -č marque tout sujet des verbes transitifs et intransitifs, mais pas ceux de la copule.
Le datooga, une langue nilotique, présente aussi un système qui serait purement syntaxique, et comme dans de nombreuses autres langues nilotiques, le ton marque le cas. Les noms à l’absolutif ont des tons non prévisibles, et le nominatif se marque par un ton caractéristique qui efface le ton de la forme de citation. (Pour les mots de trois syllabes ou moins, le ton est haut ; pour les mots d'au moins quatre syllabes, les début et fin des mots ont un ton haut, avec un ton bas au milieu du mot.) Le nominatif s’emploie pour tout sujet qui suit le verbe, et l’absolutif s'emploie avec la copule, avec les sujets en position de focus avant le verbe et dans toute autre situation.